# حسن حسن‌زاده (نظامی)
حسن حسن‌زاده (زاده ۱۳۴۸) سرتیپ سپاه پاسداران انقلاب اسلامی است، که از سال ۱۳۹۹ تاکنون به‌عنوان فرمانده سپاه محمد رسول‌الله تهران بزرگ فعالیت می‌کند. حسن‌زاده از ۱۳۹۶ تا ۱۳۹۷ فرمانده سپاه قائم آل محمد سمنان بود و در فاصله سالهای ۱۳۹۷ تا ۱۳۹۹ فرماندهی سپاه سیدالشهدا استان تهران را برعهده داشت.

## زندگی‌نامه
حسن زاده سابقه فرماندهی قرارگاه قدس ثارالله و همچنین ناحیه مقاومت بسیج امیرالمؤمنین تهران را نیز در کارنامه خود دارد.
حسن‌زاده از سال ۱۳۹۶ تا ۱۳۹۷ فرمانده سپاه قائم آل محمد سمنان و از سال ۱۳۹۷ الی ۱۳۹۹ فرمانده سپاه سیدالشهدا را برعهده داشت. او از ۲ آذر سال ۱۳۹۹ تاکنون فرماندهی سپاه محمد رسول‌الله تهران بزرگ را بر عهده دارد.
مراسم اعطای درجه سرتیپی «حسن حسن‌زاده» در تاریخ ۱۲ فروردین ۱۴۰۱ از سوی سرلشکر محمد باقری رئیس ستاد کل نیروهای مسلح و با حضور جمعی از فرماندهان سپاه پاسداران انقلاب اسلامی برگزار شد.

## تحریم‌ها
دولت بریتانیا در ۲۳ آبان ۱۴۰۱ حسن حسن‌زاده به همراه چند مقام جمهوری اسلامی را به اتهام «سرکوب خشونت‌بار اعتراض‌های بعد از مرگ مهسا امینی» تحریم کرد. طبق این تحریم، اجازه سفر به بریتانیا داده نخواهد شد و هرگونه سرمایه آنان در بریتانیا مسدود می‌شود.
 دولت آمریکا در آذر ۱۴۰۱ حسن حسن‌زاده به همراه چند مقام جمهوری اسلامی را به اتهام «نقض حقوق بشر در اعتراضات ۱۴۰۱» تحریم کرد.

## دیدگاه‌ها

### بودجه ۵۵ هزار میلیارد دلاری
حسن‌زاده در ۱۱ آذر ۱۴۰۱ و در میانه خیزش ۱۴۰۱ ایران در یکی از کنگره‌های شهدای تهران اعلام کرد «آمریکایی‌ها ۵۵ هزار میلیارد دلار برای ایجاد رسانه در کشورهای عربی و اطراف ما هزینه کردند که عملیات و فتنه عظیم اخیر را هدایت کنند» این در حالی بود که کل بودجه آمریکا در طرح ارائه‌ای دولت به کنگره، حدود ۶ هزار میلیارد دلار برای سال ۲۰۲۲ بوده‌است.